# Trecastagni
Trecastagni – miejscowość i gmina we Włoszech, w regionie Sycylia, w prowincji Katania.
Według danych na rok 2004 gminę zamieszkiwało 8139 osób, 452,2 os./km².